# 菅野雅明
菅野 雅明（かんの まさあき、1949年（昭和24年）11月9日 - ）は、日本の経済学者。ソニーフィナンシャルホールディングスチーフエコノミスト。経済学修士（シカゴ大学、1979年）。

## 人物・主張
- 財務省の関税・外国為替等審議会専門委員を務めたことがある[3][4]。日本放送協会の視点・論点や[5]、テレビ東京のニュースモーニングサテライトに数回ゲスト出演している。
- シカゴ学派の流れをくむ日銀総裁として知られた白川方明の同僚である[6]。
- 消費税増税を推進している[7]。
- 2010年の第22回参議院議員通常選挙の選挙結果について「有権者は消費税増税に拒絶反応を示した」と分析している[8]。
- 2012年6月ギリシャ議会総選挙で左派勢力が勝利したことについて「市場はネガティブに反応するだろうが、ギリシャがユーロ圏から直ちに離脱するとは思わない」と予想した[9]。

## 略歴
- 東京都出身[1]
- 1974年 東京大学経済学部卒業[2][10]
- 1974年 日本銀行入行[2]
- 1979年 経済学修士（シカゴ大学）
- 1991年 日本銀行ロンドン事務所次長
- 1994年 日本銀行調査統計局経済統計課長
- 1997年 日本銀行調査統計局参事[11]
- 1997年 日本経済研究センター主任研究員
- 1999年 - JPモルガン証券チーフエコノミスト（マネジング・ディレクター、経済・債券調査部長）[2]

## 著書
- 福岡正夫, 鈴木淑夫 編「討論者の視点」『危機の日本経済』NTT出版、2009年6月。ISBN 9784757122376。